# Duncan or Devonald with Muslin Cloud
Duncan or Devonald with Muslin Cloud é um filme mudo de curta-metragem estadunidense de 1891, dirigido pelos pioneiros do cinema William K.L. Dickson e William Heise para a Edison Manufacturing Company (o lendário Edison Studios só foi criado no ano seguinte), de Thomas Edison. A produção é a última parte da chamada Trilogia Duncan, que tem James C. Duncan como o herói principal.

## Sinopse
O filme apresenta uma curta cena em que uma ambiguidade interessante é criada entre Fred C. Devonald e James C. Duncan em uma relação com uma nuvem de musselina. Nesta produção Dickson e Heise tentam ir além do puro estilo documental das primeiras produções, introduzindo o elemento da história. Como na maioria das produções na época, é bastante clara a intenção de experimentar os efeitos de diferentes origens e estilos de iluminação que, embora inovadores, tomam um pouco do sucesso desta produção, que parece sobrecarregada no curto espaço de tempo disponível.

## Illo Tempore Film Awards
Duncan or Devonald with Muslin Cloud foi uma das duas produções mais nomeadas no 1º Illo Tempore Film Awards, festival dedicado a filmes clássicos, juntamente com Duncan and Another, Blacksmith Shop, a segunda parte da mesma trilogia. A primeira edição do festival, em 2003, foi dedicada a produções de 1891, e a segunda ao ano de 1892.
Foi nomeada para melhor filme e também melhor ator e ator revelação, ambos com Fred C. Devonald, e venceu o prêmio de melhor produtor com William Heise.

## Elenco
- James C. Duncan  ... ele mesmo
- Fred C. Devonald ... ele mesmo